# مقاطعة كينت (رود آيلاند)
مقاطعة كينت هي مقاطعة في جزيرة رود، تتبع رود آيلاند، بلغ عدد سكانها 166٬158  نسمة، في 2010، عاصمتها East Greenwich, Rhode Island ‏، تبلغ مساحتها 487 كيلومتر مربع.

## الموقع
تشترك في الحدود مع:
- مقاطعة بروفيدانس (رود آيلاند)
- مقاطعة واشنطن (رود آيلاند).

## التقسيمات الإدارية
- كوفنتري
- East Greenwich, Rhode Island [الإنجليزية]‏
- وارويك
- ويست غرينتش
- ويست وارويك.

## أعلام
- جورج إس. غريني
- دبليو. هوارد غريني